# Пьетюр Софониассон
Пьетюр Софониассон (точнее: Пьетюр Соуфоуниассон; исл. Pétur Zóphóniasson, 31 мая 1879 — 21 февраля 1946) — исландский шахматист. Сильнейший шахматист Исландии начала XX века. Победитель первых пяти официальных чемпионатов Исландии (1913—1917 гг.). В первом из этих чемпионатов он набрал 10 очков в 11 партиях (без ничьих).
В память о Софониассоне Исландская шахматная федерация и Рейкьявикский шахматный клуб с середины 1950-х гг. проводят традиционные шахматные турниры (некоторые из этих соревнований собирали очень представительный состав).
В базах есть только партия, которую Софониассон выиграл черными у Сигурдура Тороддсена на церемонии открытия Рейкьявикского шахматного клуба в 1900 г.